# U-Bahnhof Candidplatz
Der U-Bahnhof Candidplatz ist ein Bahnhof der Linie U1 der U-Bahn München. Er liegt im Stadtteil Untergiesing unter der Pilgersheimer Straße und erstreckt sich in südlicher Richtung bis unter die Candidbrücke des Mittleren Rings. Am U-Bahnhof besteht Anschluss an die Metro-Buslinien 52, 54 und 153 sowie die Expressbuslinien X30 und X98.
Der Bahnhof wurde am 8. November 1997 eröffnet. Der darüber liegende Platz ist nach dem Maler und Bildhauer Pieter de Witte, genannt Peter Candid, benannt, der im 16. Jahrhundert in München und Umgebung tätig war. 
Der Bahnsteigbereich ist in Regenbogenfarben gehalten, die ineinander übergehen und die dominierenden konstruktiven Längslinien auflösen. Das Ausbaukonzept sowie der Entwurf der Farbgestaltung stammen von Paul Kramer und Sabine Koschier (U-Bahn-Referat), die Ausführungsplanung von Egon Konrad, München.

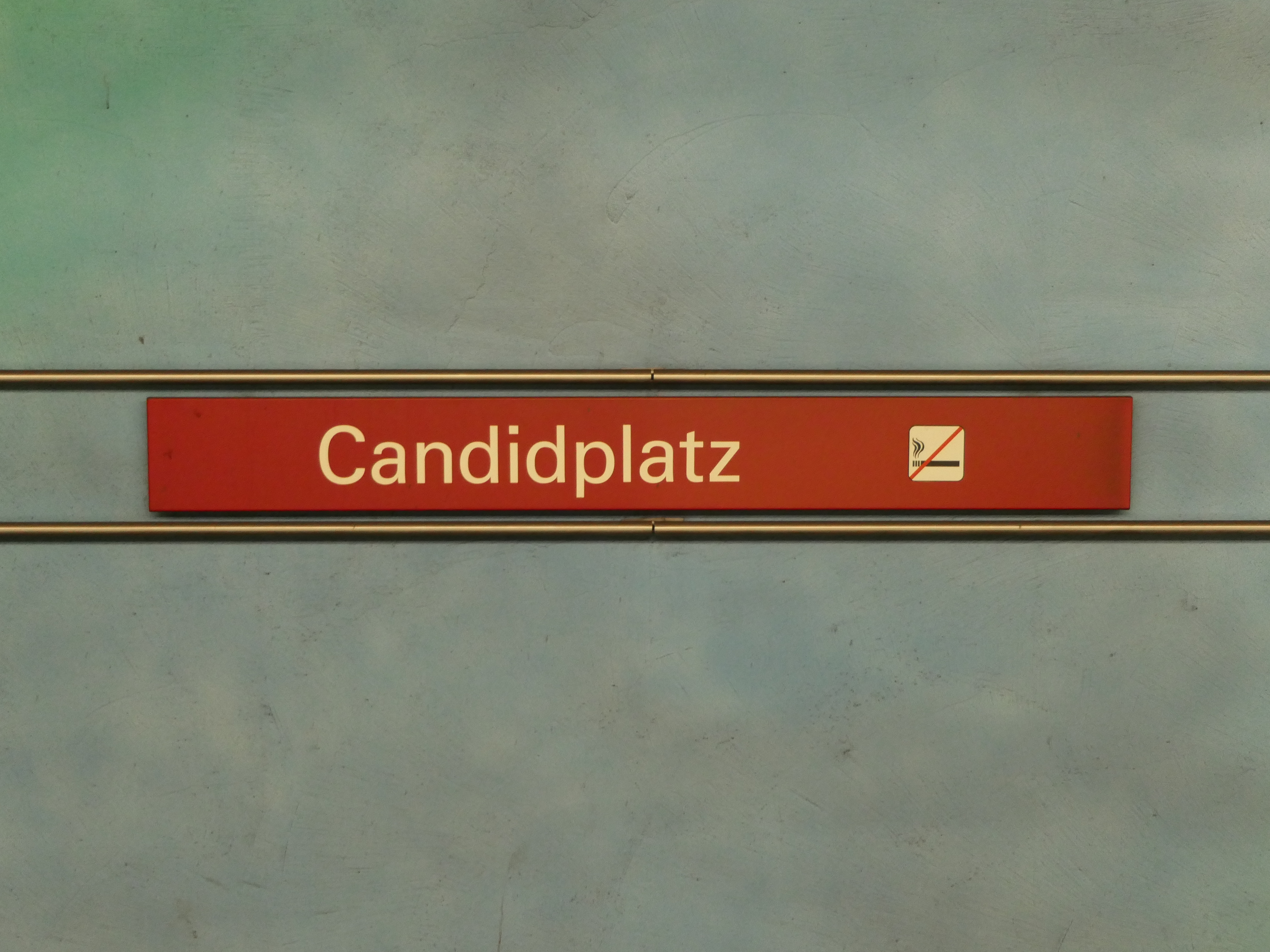
Stationsname an den Hintergleiswänden
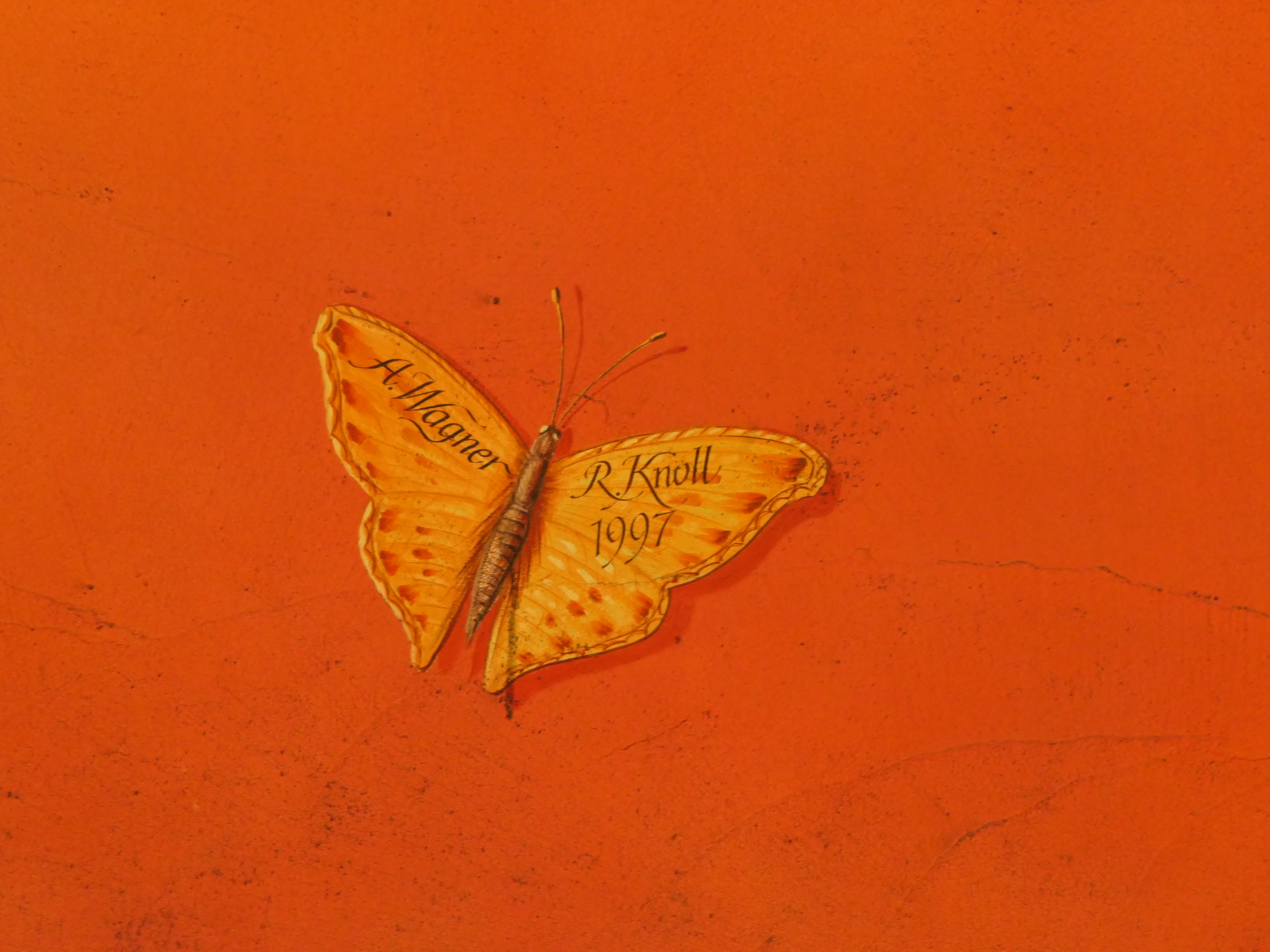
Schmetterling mit den Namen der beiden Gestalter der Hintergleiswände
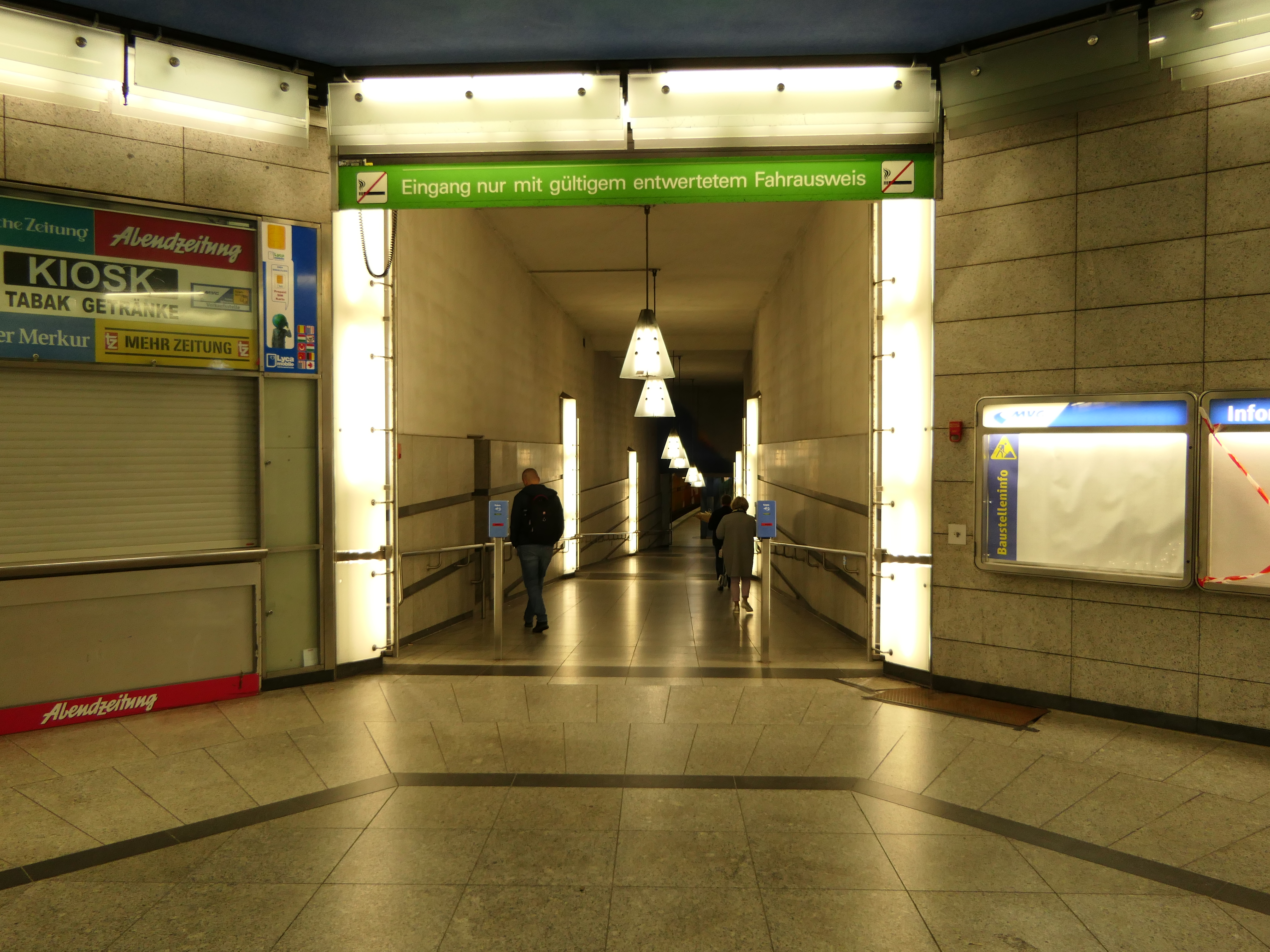
Rampe von der Verteilerebene zur Bahnsteigebene
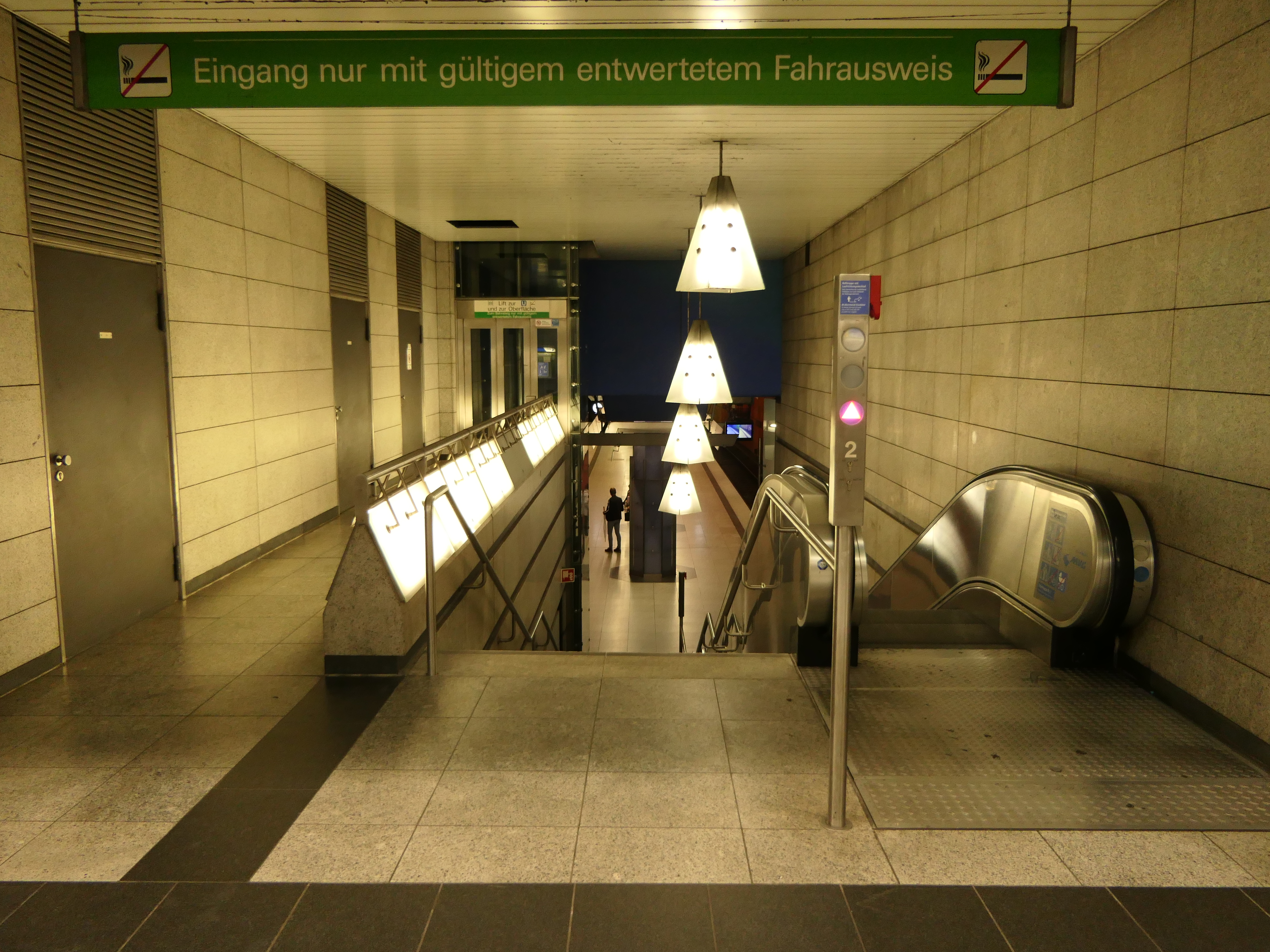
Abgang von der Verteilerebene zur Bahnsteigebene
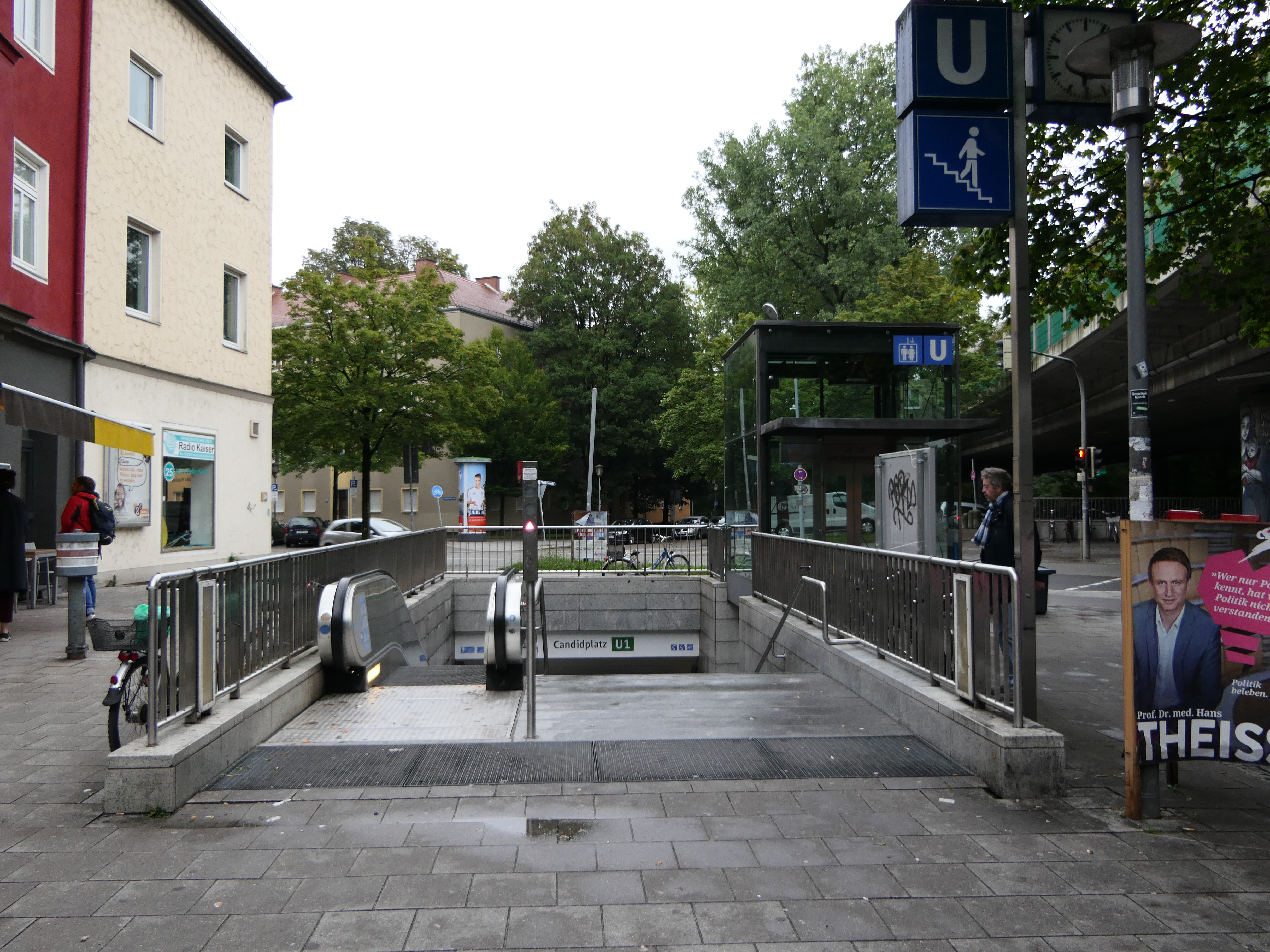
Zugang an der Oberfläche

| Linie | Linienverlauf |
| ----- | --- |
| U1    | Olympia-Einkaufszentrum – (625 m) – Georg-Brauchle-Ring – (788 m) – Westfriedhof – (830 m) – Gern – (1007 m) – Rotkreuzplatz – (1102 m) – Maillingerstraße – (878 m) – Stiglmaierplatz – (1071 m) – Hauptbahnhof – (905 m) – Sendlinger Tor – (746 m) – Fraunhoferstraße – (1116 m) – Kolumbusplatz – (898 m) – Candidplatz – (692 m) – Wettersteinplatz – (585 m) – St.-Quirin-Platz – (923 m) – Mangfallplatz |